# 董氏異鰭鱵
董氏異鰭鱵 ，為輻鰭魚綱鶴鱵目鱵科的一个種。

## 分布
本魚分布於印度西太平洋區，包括安達曼海、柬埔寨、印尼、巴布亞紐幾內亞、泰國、菲律賓、臺灣、琉球群島等海域。

## 特徵
本魚體修長纖細，稍側扁，下頷突出，長而尖。眼大，體背部青黑色，腹部銀白，鱗片大但易脫落，尾鰭截形，背鰭軟條10-12枚;臀鰭軟條10-13枚;脊椎骨37-42枚，體長可達14公分。

## 生態
本魚主要棲息於植物生長豐富的熱帶河口區，受驚時會躍出水面。屬肉食性，以昆蟲為主食。繁殖期在夏季，秋季常見幼魚穿梭於水表層的水草間。

## 經濟利用
不具食用性。

## 外部連結
董氏異鰭鱵的圖片 （页面存档备份，存于）